# ГЕС-ГАЕС Вілларіно
ГЕС-ГАЕС Вілларіно — гідроелектростанція на заході Іспанії. Знаходячись після ГЕС Віллагонзало, становить нижній ступінь каскаду на річці Тормес (ліва притока Дуеро, що впадає в Атлантичний океан уже на території Португалії). Станом на середину 2010-х років є третьою за потужністю гідроелектростанцією країни (після Альдеадавіла та ГЕС Хосе-Марія-де-Оріоль) і найпотужнішою ГАЕС Іспанії (якщо вважати комплекс Ла-Муела-Кортес і Ла-Муела II різними станціями).
Для роботи ГЕС Вілларіно річку біля гирла перекрили греблею Альмендра, зведеною за 60 км на північний захід від Саламанки. Ця аркова споруда при висоті 202 метри, довжині 567 метрів та товщині від 10 до 27 метрів потребувала 2186 тис. м3 матеріалу. Її доповнюють три допоміжні дамби — одна бетонна контрфорсна висотою 31 метр і довжиною 1372 метри, на яку витратили 220 тис. м3 матеріалу та дві кам'яно-накидні з асфальтовим ущільненням, що мають висоту 30 і 29 метрів при довжині 656 і 1007 метрів, із загальним об'ємом тіла близько 1 млн м3. Разом вони утримують водойму з площею поверхні 85,5 км2 та об'ємом 2649 млн м3 (корисний об'єм 2419 млн м3).
Від водосховища у напрямку долини Дуеро прокладено дериваційний тунель довжиною 15 км та діаметром 7,5 метра. Під час його спорудження здійснили виїмку 913 тис. м3 та використали на укріплення 318 тис. м3 бетону. За 14 км від греблі на поверхні є верхній балансуючий резервуар і підстанція ЛЕП, тоді як основне обладнання станції розміщене на глибині 437 метрів у машинному залі, що має розміри 155 × 14 метрів при висоті 4,8 метра.
На ГЕС встановлено шість оборотних турбін типу Френсіс загальною потужністю 810 МВт у турбінному режимі та 726 МВт у насосному. Їх вісь розташована на 57 метрів нижче від рівня створеного на Дуеро водосховища Альдеадавіла, що дозволяє в режимі гідроакумуляції використовувати останнє як нижній резервуар. Гідроагрегати працюють при напорі до 402 метрів та забезпечують виробництво 1376 млн кВт·год електроенергії на рік. Крім того, накопичення води у сховищі дозволило збільшити річне виробництво на розташованих нижче по Дуеро станціях на 696 млн кВт·год.
Зв'язок з енергосистемою відбувається по ЛЕП, що працює під напругою 220 кВ.